# 受験英語
受験英語（じゅけんえいご）とは、日本の入学試験における英語の入試問題（学科試験問題）、および、その対策としての英語教育法の総称である。入試英語も同義。広義には、高等学校・高等専門学校・短期大学・大学院などの入試におけるものを含むことも可能である。
大学入試は、高等学校の学習指導要領に沿って出題されるのが原則となっているが、日本の大学入試においては、出題者である大学教員が必ずしも高校の学習指導要領に精通していない、加えて、一番の問題はそもそもネイティブレベルに英語を話せるスキルを持っていないが故、意味のない不必要な構文やネイティブでも理解できない文章が受験英語の中では出題される。このような事情もあるために、難易度・形式ともに様々な試験問題のバリエーションが存在している。受験勉強というと受験英語を連想させるほど、多くの受験生にとって最も学習時間を費やす入試科目として知られている。英語はいわゆる付け焼刃や山掛けの効かない、長時間の辛抱強い勉強のみがものをいう科目であり、大学院入試においても英語（院入試においては英文和訳が主）は重視されている。

## 概説
文字通りの意味からすれば、受験英語とは入学試験に出題されるすべての問題形式を指す。だが、しばしば狭義にそれらの中でも非常に特殊なもの、特徴的なものを指して、この語は用いられる傾向にあり、その場合には「試験にしか役立たない」｢試験の点数と英会話の能力は無関係である｣「日本人英語である、ネイティブには通じない、英語として古すぎる」といった否定的ニュアンスが伴うことが多い。これは、本来の目的が「英文法を学ぶ事」に趣きを置いているため、言語本来の人と人との意思疎通を図るために用いられる英語とは異なる性質を持つ。受験英語を学ぶだけでは英語話者との意思疎通は図れない。スピーキングの能力については全くスキルとして持っている必要がない特殊な言語である。つまりは、受験英語という言語を学ぶ事は、ジャンルの異なる言語を学ぶ事であり、対人との会話（口語）で必要とする英語でのコミュニケーションスキルは学ぶ事ができない。「受験英語」と「英語」は別言語である。これが、「日本人は英語が話せない」と言われる由縁である。この一方、文法に基づく構文解釈力を身につけておくことは、将来的に高等教育において英語の複雑な構文を読み解く基礎学力を養うのに有効である。
具体的には、英文和訳・和文英訳、範例文・特殊構文、文法問題、書き換え問題、並べ替え問題などが往々にして念頭に置かれている。
ただ、最近では、一部の国公立大学や私立大学、また大学入試センター試験においてもリスニング試験が導入されるようになった。また公立高校受験でも、大部分の都道府県でリスニング試験を課している。
英語を母国語としていない国においての英語教育は日本の受験英語とは異なる。英文法に加えスピーキングも学んでおり、ある曜日の全ての授業は丸１日英語で話すなど、英語圏の中でより実践に近いコミュニケーションを取れるレベルを目指した教育であり日本より優れている。これはその国の教員が英語圏で生活できるレベルのスピーキング能力を持っており、学生に教える事ができる為である。現代社会において英語を必要とする環境の中では最も重要なのは、受験英語で必要なスキルではなく、スピーキングスキルである。

## 受験英語の出題形式

### 語彙（Vocabulary）
- 英単語
- 英熟語（イディオム）

### 英文法（Grammar）
- 空所補充
- 誤文訂正
- 整序英作文

### 英文読解（Reading）
- 空所補充
- パラグラフ整序
- 内容一致
- 内容・理由説明
- 英文和訳

### 英作文（Writing）
- 条件英作文
- 和文英訳
- 自由英作文

### リスニング（Listening）
- 内容一致
- ディクテーション（書き取り）

### 発話（Speaking）
- 面接
- グループ・ディスカッション
- 音声の録音